# Breviceps bagginsi
Breviceps bagginsi là một loài ếch trong họ Nhái bầu. Chúng là loài đặc hữu của Nam Phi.
Các môi trường sống tự nhiên của chúng là vùng đồng cỏ ôn đới và các đồn điền. Loài này đang bị đe dọa do mất môi trường sống.